# Чеволи, Роберто
Роберто Чеволи  (итал. Roberto Cevoli; род. 29 декабря 1968, Римини, Эмилия-Романья) — итальянский и сан-маринский футболист; тренер сборной Сан-Марино.

## Карьера

### Футболиста
Начинал свою карьеру в низших итальянских лигах в команде «Сан-Марино». За почти 20-летние выступления высокий защитник проделал путь от полулюбительских дивизионов до Серии А. Там он на закате карьеры выступал за «Модену». Всего в элите итальянского футбола Чеволи провёл 91 игру и забил два гола. Несмотря на имевшееся гражданство Сан-Марино, футболист не вызывался в сборную карликового государства.

### Тренерская
Завершив играть, Роберто Чеволи приступил к тренерской деятельности. В 2005 году он вошёл в штаб Джанкарло Камолезе в «Виченце». Всего начинающий специалист проработал в системе клуба три сезона. Затем он начал самостоятельную карьеру в коллективах из низших лиг. В сезоне 2016/17 Чеволи работал в Албании с клубом «Теута», вместе с которым занимал четвёртое место в местном чемпионате.
В мае 2018 года Чеволи стал главным тренером «Реджина». В бытность футболистом он играл за эту команду, а в 2012—2013 гг. работал с её молодёжным составом.